# Stefan Bolesław Poradowski

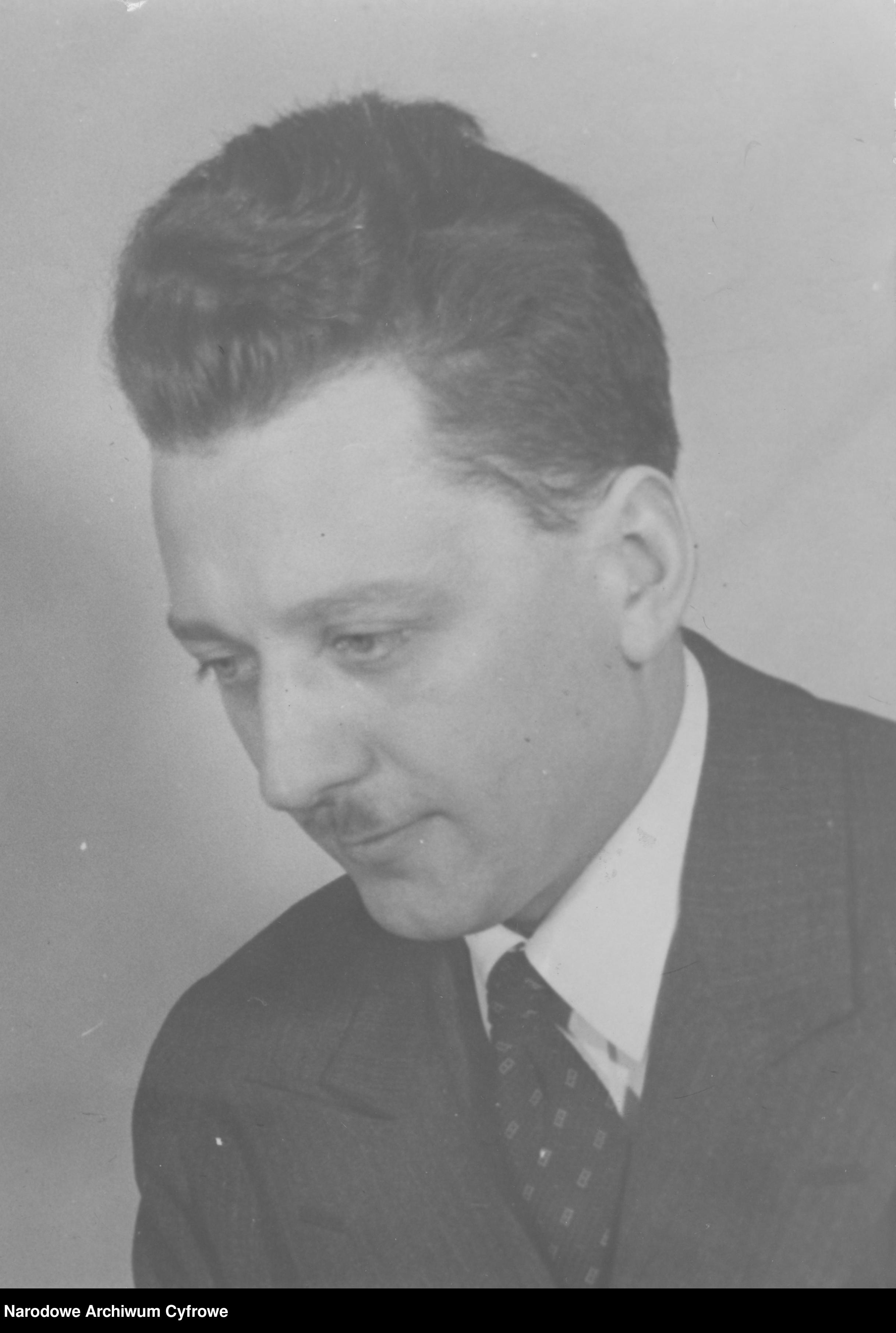
Stefan Bolesław Poradowski

Stefan Bolesław Poradowski (* 16. August 1902 in Włocławek; † 9. Juli 1967 in Poznań) war ein polnischer Komponist.

## Leben
Poradowski studierte von 1922 bis 1926 am Konservatorium der Musikakademie Posen bei Henryk Opieński und 1929 in Berlin bei Emil Nikolaus von Rezniček. Von 1930 bis 1939 war er Professor für Musiktheorie und Komposition am Posener Konservatorium. Nach 1945 unterrichtete er an der Musikakademie Breslau.
Er komponierte eine Oper, acht Sinfonien und eine sinfonische Dichtung, ein Konzert für Viola d’Amore und ein Kontrabasskonzert, kammermusikalische Werke, Klavier- und Orgelstücke, ein Oratorium und zwei Messen und Lieder.